# 13 (Six Feet Under)
13 è il sesto album in studio del gruppo musicale death metal statunitense Six Feet Under, pubblicato nel 2005.

## Tracce
1. Decomposition of the Human Race – 3:42
2. Somewhere in the Darkness – 3:53
3. Rest in Pieces – 3:08
4. Wormfood – 3:45
5. 13 – 3:07
6. Shadow of the Reaper – 3:38
7. Deathklaat – 2:35
8. The Poison Hand – 2:57
9. This Suicide – 2:21
10. The Art of Headhunting – 3:33
11. Stump – 3:11

Live San Francisco 2002 (CD 2 in digipack)
1. The Day the Dead Walked – 2:20
2. The Murderers – 2:42
3. Waiting for Decay – 2:55
4. Impulse to Disembowel – 3:29
5. Feasting on the Blood of the Insane – 4:49
6. No Warning Shot – 3:22
7. Silent Violence – 3:26
8. The Enemy Inside – 4:06
9. Victim of the Paranoid – 3:37
10. Journey in the Darkness – 2:15
11. Revenge of the Zombie – 2:50
12. Manipulation – 2:49
13. Torn to the Bone – 2:53
14. 4:20 – 5:28
15. Bonesaw – 3:17
16. Hacked to Pieces – 4:03

## Formazione
- Chris Barnes - voce
- Steve Swanson - chitarra
- Terry Butler - basso
- Greg Gall - batteria